# Лидин (село)
Ли́дин (укр. Лідин) — село в Бобровицком районе Черниговской области Украины.
Село Лидин расположено в восточной части района. Входит в состав Бобровицкого городского совета (объединённой территориальной громады), относится к Александровскому старостинскому округу. 
На 1 января 2020 года в селе проживали 27 человек.

## История
Все прилегающая к селу земля принадлежала воронковскому помещику С. Кочубею. Собственность именовалась аналогично: кочубеевщина. В 1860-е гг. Кочубей выделил земельные паи трём родственникам: Александре, Екатерине и Лидии, где они организовали хозяйства. В конце XIX века, когда начались селянские восстания, эти земли были выставлены на продажу селянам. Эти земли постепенно заселялись выходцами из других сёл. Так образовались села Александровка, Екатериновка и Лидино (сейчас Лидин).